# Van-royena castanosperma
Van-royena castanosperma är en tvåhjärtbladig växtart som först beskrevs av Cyril Tenison White, och fick sitt nu gällande namn av André Aubréville. Van-royena castanosperma ingår i släktet Van-royena och familjen Sapotaceae. Inga underarter finns listade i Catalogue of Life.